# Romano Amerio
Romano Amerio (Lugano, 17. siječnja 1905. – Lugano, 16. siječnja 1997.), švicarski katolički teolog, filozof i publicist talijanskog podrijetla, sudionik Drugog vatikanskog sabora. Proučavao je postkoncilsko bogoslovlje i crkvenoslovlje (eklesiologiju) te katolički tradicionalizam.
Rođen je u Luganu 1905. u obitelji švicarskih Talijana. Filozofiju je doktorirao na Sveučilištu Svetog Srca u Milanu 1927. godine pod mentorstvom brata Gemellija, osnivača sveučilišta. Proučavao je filozofsku djelatnost Tome Kempenca te Antonia Rosminija i Alessandra Manzonija.
Predavao je klasičnu grčko-rimsku filozofiju na Luganskoj akademiji. Bio je sudionik Drugog vatikanskog sabora na koji je pozvan kao peritus tj. stručnjak za pitanja filozofije. Bio je veliki zagovornik apologetike te je promicao tradicionalna shvaćanja tomizma i augustinizma. Kritizirao je afirmaciju Kanta i Hegela u kršćanskim krugovima.
Iako zastupljen i priznat među tradicionalnim teolozima, dugo vremena bio je ignoriran u širim krugovima Crkve te su se njegova djela smatrala tabuom. Dijelom ga je rehabilitirao papa Benedikt XVI. citirajući ga u svojoj enciklici Caritas in veritate te promišljajući o njegovom filozofskom radu u posebnom poglavlju Iota Unum, prema istoimenom Amerievom djelu.
Za života je objavio osam knjiga, od kojih je najpoznatija ostala Iota Unum, studija o promjenama u Katoličkoj crkvi u drugoj polovici 20. stoljeća" te više od 300 znanstvenih i stručnih radova. Umro je u rodnom Luganu, u kojem je proveo većinu života, 1997. godine.